# クリス・レッドフィールド
クリス・レッドフィールド（Chris Redfield）は、カプコンのゲーム『バイオハザード』シリーズに登場する架空の人物。

## キャラクター
| 『バイオハザード』                                   | （以降、『1』）          |
| 『バイオハザード CODE:Veronica』                     | （以降、『CV』）         |
| 『バイオハザード5』                                  | （以降、『5』）          |
| 『バイオハザード6』                                  | （以降、『6』）          |
| 『バイオハザード7 レジデント イービル』              | （以降、『7』）          |
| 『バイオハザード ヴィレッジ』                        | （以降、『ヴィレッジ』） |
| 『バイオハザード アンブレラ・クロニクルズ』          | （以降、『UC』）         |
| 『バイオハザード ダークサイド・クロニクルズ』        | （以降、『DC』）         |
| 『バイオハザード リベレーションズ』                  | （以降、『RV』）         |
| 『バイオハザード: ヴェンデッタ』※フルCG映画          | （以降、『VD』）         |
| 『バイオハザード デスアイランド』※フルCG映画         | （以降、『DI』           |
| 『バイオハザード〜マルハワデザイア〜』               | （以降、『MD』）         |
| 『バイオハザード〜ヘヴンリーアイランド〜』           | （以降、『HI』）         |
| 『バイオハザード ザ・ステージ』                      | （以降、『THE STAGE』）  |
| 『バイオハザードIV アフターライフ』                  | （以降、『IV』）         |
| 『バイオハザード: ウェルカム・トゥ・ラクーンシティ』 | （以降、『WTRC』）       |

### 公式プロフィール
- 本名：クリストファー・レッドフィールド（『5』実写トレーラー1および、『7』のDLC『Not A Hero』劇中でのルーカスの発言より）
- 年齢：25歳（1998年7月〜12月当時）→30歳（2003年当時）→32歳（2005年当時）→33歳（2006年当時）→35歳（2009年3月当時）→36歳（2010年8月当時）→38歳（2012年当時）→39〜40歳（2012年12月24日〜2013年6月29日〜7月1日当時）→41歳（2014年当時）→44歳（2017年7月当時）→47歳（2021年2月当時）
- 血液型：O型
- 身長：181cm→185cm（『5』以降）
- 体重：80.5kg（『1』では80.4kg）→98kg（『5』以降）
- 趣味：音楽鑑賞（ロック）

### 基本設定
『1』ではラクーン市警特殊部隊S.T.A.R.S.アルファチームの隊員で、ポジションは偵察や陣地確保などの最前線での活動を任務とするPM（ポイントマン）。『5』ではBSAAの北米支部に所属するエージェントで高い権限をもつBSAA創設時メンバー11人「オリジナル・イレブン」の一人だが、『6』ではその特権を自ら捨てて実働部隊SOUの最前線部隊アルファチームに異動し、部隊長を務めている。
射撃の腕は作中の人物でも群を抜いた才を見せ、数々の大会で優勝しており、S.T.A.R.S.オフィスにはそこで得たトロフィーなどが飾ってある。また、過去にアメリカ空軍に所属していたことから戦闘機やヘリコプターの操縦も難無くこなし、『CV』のエンディングでは脱出の際にハリアー戦闘機を操縦し、『6』では部下のピアーズと共に同戦闘機でネオアンブレラの空母に攻撃を仕掛けている。また『UC』ではレーザートラップをバック宙で（しかも乱雑な複数のレーザーを）避けるという身軽さをみせている。さらに『6』ではとある理由からレオンと対立する場面があったが、その際はエージェントとして卓越した戦闘能力を持つレオンと互角の格闘を繰り広げていた。
性格としては、『1』では正義感の強い熱血漢であったが、『5』以降からは年齢的なことも加わって強い正義感を持ち合わせながらも落ち着いた態度と寡黙な一面もうかがわせるようになっており、極悪な存在のアルバートを倒したことが"正義"である一方、その息子ジェイクからすれば自分はたった一人の父親を殺害した"悪"になるという旨の発言を取るなど、哲学的な一面を持ち合わせている。
シリーズを通しての経験と実績からBSAA内では生ける伝説となっており、『6』では自らが部隊長を務めるアルファチームを「家族」と呼ぶなど、非常に仲間思いの性格でもある。そのため、ピアーズ・ニヴァンスやフィン・マコーレーを始め、多くの隊員たちから慕われている。一方でエイダ・ウォン（カーラ・ラダメス）に仲間をウィルスに感染させられて殺害された際は仲間思いの気持ちが強かった分、エイダに対し猛烈な怒りと憎しみを向けて我を失って闇雲な行動をして、結果的に更なる仲間の犠牲を招く形となってしまっている。しかしピアーズの必死の呼び掛けとレオンの言葉を受けて再び冷静さを取り戻し、対処に当たっている。また『5』ではスペンサー邸にてアルバート・ウェスカーとの交戦の際、ジル・バレンタインを失ってしまったことで一時期仲間を持つことを避けるようになっていたが、シェバ・アローマとアフリカの事件を共に解決する中で彼女の仲間を思う強い気持ちに触れ、再び仲間の大切さを実感していく。
初期の作品ではよく装備品やキーアイテムを無くしたり、単純なトラップに引っ掛かったりする様子が時折見受けられる。
『1』をはじめ、『5』以降の作品では危険な任務に赴くことが多いため悲惨な目に遭いやすく、幾人もの仲間の死や不幸を目の当たりにしている。
喫煙者であり、『1』ではオープニングのキャスト紹介（日本国外版、DS版を除く）と、エンディング（1人で生還した場合）のヘリコプター内で喫煙するシーンがある。また、『ヴィレッジ』でも車両での待機中に喫煙するシーンがある。『6』のクリス編冒頭のバーでは直接吸う描写はないが、灰皿に大量の吸殻があり、酒におぼれている描写がある。
アルバート・ウェスカーとの因縁などもあり、数多くの主人公がいるバイオハザードシリーズの中でもレオンと並び物語の中で最も中心的な主人公の1人である。

#### 容姿
コンピュータゲーム専門ニュースサイト「インサイド」のすししは、初期作品におけるクリスの容姿について、『1』本編ではローポリゴンゆえ表情がわかりづらかったものの、ゲーム内で用いられた実写ムービーでは普通に優しそうな人に見えた一方、説明書のイラストでは爽やかで筋肉質な優男のように描かれていて実写ムービーとはイメージが違ったと述べている。また、すししは『1』のリメイク版におけるクリスの容姿はオリジナル版のゲーム内映像をより鮮明に描いたような感じだったとしており、これこそクリスだと思うプレイヤーも多かったのだろうと推測している。
『CV』も『1』とほぼ同様の容姿をしている。
『UC』でも屈強ながらも、比較的細身の体格であった。
『5』以降からは、全体的に筋骨隆々の非常に逞しい大柄な体格に変わっており、以後のシリーズでは作品によって、年齢による細かな差異はあるが、大方『5』での容姿が継承されている。
すししは海外への進出を意識した結果筋骨隆々になったのだろうと推測しており、『1』の説明書に記されていた「彼にとって全ては『殺るか殺られるか』」という説明文にふさわしいキャラクターに変化したと述べている。
またファンからは、『5』の終盤でクリスが拳一つで巨大な岩を動かしたことを引き合いに、ゴリラに喩えられるようになった。
『6』では、筋肉量が落ち、髪やひげの手入れが十分でない。すししはこの当時のクリスが戦いへの疲れで各地を放浪していたことに触れ、『5』や『RV』での若々しさやかっこよさが変化したのではないかと推測している。
『7』ではフォトグラメトリを用いてのキャラモデル制作やフェイスモデルの関係上『5』の時よりもデザインが大幅に変更されており、すししは「強いていえば、初代の説明書に掲載されていたデザインに近い細めのタフガイといったところでしょうか。」としつつも、一目で「誰?」と思ってしまったとも述べている。『ヴィレッジ』では『7』と同じフェイスモデルではあるが『6』に近い容姿に調節されている。以上のことから、すししは容姿が作品によって定まっていないところがクリスというキャラクターなのかもしれないと結論付けている。

### 人物関係
両親は既に亡くなっており、身内は妹のクレア・レッドフィールドのみ。
ジル・バレンタインとはS.T.A.R.S.時代から共にバイオテロと戦ってきた仲であり、互いに固い絆で結ばれている。そのため2006年でのスペンサー邸でのアルバートとの戦いの際、その過程でアルバートと崖下へ転落した際はショックを受けており、『5』ではその彼女が生存している可能性を知った際はそれらに絡むバイオテロの現場にオリジナル・イレブンとしての権限や立場を最大限に使い、半ば強引に捜査に加わってジルの捜索をしている。彼女を救った際には安らかな表情を見せている。『7』のディレクターの中西晃史は、製作中にファンから「そろそろクリスとジルを結婚させろ」とストーリーへの要望が来たと冗談交じりに明かしている。
S.T.A.R.S.時代のチームメイトであったバリー・バートンとは空軍時代からの親友であり、S.T.A.R.S.入隊も彼からのスカウトが切っ掛けである。
同じくS.T.A.R.S.のメンバーであったフォレスト・スパイヤーとは射撃の腕を競い合う仲で、『UC』ではゾンビ化したフォレストを射殺した際、「もうお前と射撃の腕を競い合えないな」と彼の死を悼んでいた。
アルバート・ウェスカーとは上記の通り洋館事件以降浅からぬ因縁があり、アルバートからは彼の計画を妨害したとして恨まれていた。クリスとしても仲間を何人も死に追いやったウェスカーを怨敵として見ており、洋館事件以降も南極での事件やスペンサー邸などで幾度も対峙してきてきた。2009年のアフリカで起こった事件でアルバートを打倒するまでこの因縁は続いた。
レオン・S・ケネディとは『6』以前にクレアを介して顔を合わせており、かたやBSAAの中心人物、かたや大統領直属のエージェントというお互いの立場上、会ったのはごくわずかな時間だったが同じ目的を持ち、バイオテロを憎むもの同士意気投合している。
ピアーズ・ニヴァンスとはBSAAのエージェントから実動部隊長に異動したのと同時期にBSAAにスカウトして、自らの部隊のチームとして引き抜いて以来数々の戦いを切り抜けてきた仲であり、自身の後継者として育てていた。『6』で仲間を殺され、怒りで暴走していたクリスを諌めて説得し冷静にさせるなど奮闘していたピアーズが、自らを犠牲にしてクリスを脱出させた際は悲しみにくれた表情を見せている。
シェリー・バーキンとは妹のクレアから話は聞いていたので知ってはいたものの、2012年のイドニアでの任務中で知り合うまで直接的な面識はなかった。その後はバイオハザードの起こる現場で度々共同戦線を張るなどして協力し合っている。また2009年にアルバート・ウェスカーを打倒したことで間接的ではあるがシェリーはアルバートに狙われる危険がなくなり、軟禁状態だったシェリーを解放させるきっかけを作るなどして彼女を救っている。

## ストーリー

### 『バイオハザード』前後
元は空軍所属であったが、上官との意見対立を理由に除隊、その後は友人であるバリーにS.T.A.R.S.にスカウトされる。
ある日、市内で起きた連続猟奇事件の調査と、先遣したブラヴォーチームの捜索のため、ジルら他のメンバーと共にアークレイ山中へ派遣されるも、怪物に襲われて山中の洋館に逃げ込むが、そこでt-ウィルスの存在とアンブレラの陰謀を知る。ジル・バレンタイン、バリー・バートン、ブラッド・ヴィッカーズ、レベッカ・チェンバースと共に生還を果たす。
洋館事件からの生還後、t-ウィルスの存在とアンブレラの陰謀を報告するが、R.P.D.内部の人間による妨害工作などもあり、アンブレラの関与は公にはされなかった。独自の調査でG-ウィルスの存在を知り、ジルやバリーと共にアンブレラを崩壊させることを誓い、調査のためにヨーロッパへ旅立った。
妹のクレアを巻き込むことのないよう、洋館事件以降は彼女との連絡を断っていたが配慮が裏目に出てしまい、心配したクレアがラクーンシティまで赴いてきたことで結果的に後に続くバイオテロとの戦いに巻き込むことになってしまった。

### 『CODE:Veronica』 / 『ダークサイドクロニクルズ』（忘却のゲーム）
レオン・S・ケネディから、クレアがアンブレラ社創設者の1人である人物の子孫が管理する孤島、ロックフォート島に囚われているという連絡が届いたため、クレアを助けようと島へ向かうも、クレアはすでに島を脱出した後だった。再会したウェスカーとの一戦を交えた後、クレアを追って南極へ向かい、彼女を救助する。クレアと共にロックフォート島から脱出した仲間（スティーブ）の死を目の当たりにしつつ、t-Veronicaと共生して変異したアレクシア・アシュフォードを撃破すると、改めてアンブレラの打倒とウィルスをはじめとするB.O.W.根絶を強く決心し、南極施設から脱出する。

### 『バイオハザード アンブレラクロニクルズ』アンブレラ終焉
洋館事件、南極での事件から5年後の2003年、アルバート・ウェスカーが流したアンブレラの新型B.O.W.開発の情報を受け、ロシア政府により結成された対アンブレラ特殊私設部隊（後のBSAA）へジルと共に合流する。アンブレラとの最後の決着を付けるため、ロシアの極寒の地に存在するコーカサス研究所に向かうが、そこではすでにバイオハザードが発生しており、ゾンビやB.O.W.で溢れ返っていた。それらの中を突き進んだ末、深奥部にてアンブレラが開発していた新型B.O.W.「T-A.L.O.S.」を撃破し、脱出する。

### 『バイオハザード リベレーションズ』
対バイオハザード私設部隊を再構成したNGO「BSAA」の一員として登場。テロ組織「ヴェルトロ」の捜索に向かい、アメリカの組織「FBC」から移籍してきたジェシカ・シェラワットをパートナーとしている。また、ジルとパーカー・ルチアーニからは失踪扱いにされていた。
コーカサス研究所での戦いから2年後の2005年。北欧の雪山で捜索中、ジルとパーカーの失踪を知ってジェシカと共に地中海の幽霊船「クイーン・ゼノビア」へ向かうが、誤ってその姉妹船「クイーン・セミラミス」へ乗り込んでしまうなどのアクシデントに見舞われてしまう。その後、到着したクイーン・ゼノビアではジェシカが唐突にヴェルトロに扮したレイモンドを撃ったことに動揺しつつ、ジルと再会して彼女と行動を共にする。その途中、ジェシカの裏切りやパーカーの死亡（実際にはレイモンドと共に生存）を経てウーズやマラコーダなどを退け、脱出に成功する。
脱出後は当時のBSAA代表クライブ・R・オブライエンからヴェルトロ復活が捏造であることを知らされ、すべての黒幕であるモルガン・ランズディール逮捕のために第3の船「クイーン・ディード」に乗り込むと、そこで怪物化したジャック・ノーマンを撃破して逮捕の証拠を奪取し、ジルと共にモルガン逮捕に貢献する。

### 『バイオハザード5 LOST IN NIGHTMARES』
クイーンゼノビア事件から1年後の2006年。BSAA隊員として、元アンブレラ総帥オズウェル・E・スペンサーの逮捕のため、彼が所有するいくつかの別荘のうちの一つのとある洋館に潜入したクリスとジルだが、そこの深奥部の大きな部屋でスペンサーらしき老人の死体とアルバート・ウェスカーを発見する。
アルバートに戦いを挑むクリスたちだが、銃弾すらもいとも簡単に躱すアルバートの超絶な身体能力とそれに伴う戦闘能力を前に苦戦を強いられてしまう。
圧倒的な戦闘能力を有するアルバートにトドメを刺されかけるが捨て身でジルがアルバートを押し出したことで回避するものの、その弾みで巨大な窓ガラスが割れ、アルバート共々ジルが崖下へ転落してしまい、クリスはジルを失ってしまう。

### 『バイオハザード5』
洋館事件から11年後の2009年。4年前のクイーンゼノビア事件を機に国連直轄の組織へと成長したBSAAの北米支部に所属し、率先して各地のバイオテロを鎮圧させている。また、射撃の腕も健在で、劇中では高速移動するアルバートの手からサムライエッジを撃ち落としている。
BSAA創設当時のメンバー11人のうちの1人「オリジナル・イレブン」であり、組織の中でも作戦参加数は随一で戦闘能力も極めて高く、エージェントとして現場の最前線で戦い続けていたが、3年前に自分を庇って死亡したジルを含め、洋館事件から今まで多くの仲間を失っていったことで、自責の念にかられ何のために戦っているのか未だに答えを出せずに苦悩を重ねていた。
『5』の少し前、アフリカで起こったバイオテロに関わっているとされるリカルド・アーヴィングの周囲から「ジルが生存している」という情報を掴む。本来ならアーヴィングの確保は西部アフリカ支部の実働部隊アルファチームの任務であったが、ジルの手掛かりを掴むために「オリジナル・イレブン」としての特権を使い、バックアップ要員として強引に加わった。
アーヴィング確保の任務のために、彼をバックアップするパートナーとして選ばれた女性エージェント、シェバ・アローマと共にキジュジュ自治区に潜入。そして、道中でプラーガに寄生させられたマジニに遭遇したのを機にやがて大きな事件に巻き込まれていく。
シェバに対し、「俺達はチームだ。」とは言ったが3年前のスペンサー邸でのアルバート・ウェスカーとの戦闘で長らくパートナーを務めたジルを失ってからは、今まで以上に仲間の死を恐れるようになっており、失いたくないという思いからシェバを途中で帰そうとする。しかし、彼女の強い意思と仲間に対する想いを受け、共に戦っていくうちに仲間がいる重みと大切さを思い出していく。出会った当初はシェバに「女だからって甘く見ないで」と牽制されていたが、お互いが仲間やBSAAにかける思いや過去の経験を明かし合うことで、互いを理解していくと同時に信頼関係も築き上げていく。やがてジルとも再会した際には、自我を失っていた彼女と戦闘になるが、シェバとの息の合った連繋によって、ジルを無事に保護した。
その後はアルバートの「ウロボロス計画」を阻止するために行動する。アルバートが飛行機にて脱出を図ると続いて乗り込み、激しい戦闘を繰り広げて計画を未然に防ぐも、その影響で煮えたぎる溶岩が噴き出す火山島に墜落してしまう。シェバと共に無事だったが、意図的にウロボロス・ウィルスを取り込んで異形に変異したアルバートと戦闘になる。辛くもこれを退けたクリスとシェバは迎えに来たジョッシュとジルによって救助され、最期の悪足掻きとして襲い掛かってきたアルバートに完全にトドメを刺して決着をつけ、今回の戦いを通じて命を賭けてまで世界を守る意味と仲間の大切さを改めて痛感しつつ無事に帰還した。
この事件で因縁の深かったウェスカーとの戦いに決着が着いたことで自分の中での戦いに一区切りを付けたクリスは以降同じ志を持つ後輩たちを育成していくことに専念するため、エージェントやオリジナルイレブンの特権などを捨ててBSAA北米支部の実働部隊に移籍。隊長として最前線に立ってバイオテロ撲滅に向けて尽力していくこととなる。

### 『バイオハザード ザ・ステージ』
アルバート・ウェスカーとの決着をつけてから1年後の西暦2010年8月。西オーストラリアのフィロソフィー大学で発生したバイオテロを鎮圧するため、BSAAの隊員としてピアーズ・二ヴァンスと共に現地に赴き、その大学で教授を務める元S.T.A.R.S.の同僚のレベッカ・チェンバースと協力してバイオテロに立ち向かう。

### 『バイオハザード〜マルハワデザイア〜』
フィロソフィー大学のバイオテロ鎮圧から2年後の西暦2012年。とある街でのバイオテロを収束した後、BSAA極東支部のアドバイザーである、ダグ・ライト教授にバイオテロの報告に行く同支部のエージェント、メラ・ビジに自身と同じ北米支部隊員、ピアーズ・ニヴァンスと共に同行することになったが、連絡がつかないばかりか、行方すら分からないことに不審を抱きながらもダグが勤める大学へ向かうが、休暇が終わっているにもかかわらず、大学へも来ていないばかりか、彼の甥であり、教え子のリッキー・トザワすらも行方不明であることを知り、ますます不審に思うことになる。
ダグが勤めるシンガポールのベネット大学での聞き込みから、2人はマルハワ学園に向かったことを突き止めて向かうが、そこではウィルスによるパンデミックが起こっており、既に壊滅状態であった。そこでゾンビに襲われているリッキーを救出、事態の収束にあたっていく。その途中で、ダグの保護のため、彼がいる医務室に向かうが、時既に遅く、ダグはC-16によってゾンビ化しており、リッキーと共にダグを射殺し、そこでグラシアが地下に脱出用のヘリがあることを伝える手紙を見つけ、メラや、ピアーズにそれを知らせ、BSAA極東支部の実働部隊に応援を要請した後、脱出をするため、ヘリがある地下に向かうが、そこにC-16が襲来。交戦に入るが、C-16の放つ人間をゾンビに変えるC-ウィルスの含まれたガスにより、苦戦を強いられるが、リッキーの機転により、ガスを無効化させることに成功すると、一気に勝負を仕掛け、ナイフを使った近接戦により、C-16を真っ二つにして撃破、メラたちとも合流し、脱出を目指し、ヘリを地上に上げることに成功するがB.O.W.に変異した学園生徒の一人、ビンディ・ベルガーラが現れ、リッキーや、メラたちと戦いを繰り広げる。交戦の末、なんとか撃破に成功、途中、ビンディが連れて来た上半身だけのC-16の襲撃により、メラを失いながらもピアーズが銃撃により、C-16を撃破したのを確認すると、大量のゾンビが襲い来る中、間一髪で離陸、学園を脱出した。
事件から数か月後にあたる話であるスペシャルエピローグでは、バイオテロに見舞われた中国に出動しており、ジュアヴォとの銃撃戦を繰り広げている。

### 『バイオハザード〜ヘヴンリーアイランド〜』
モハーベ砂漠での任務中、クレアから応援要請を受けるが、任務のため、すぐに動けない代わりにスペシャリストとして、パーカー・ルチアーニを送り込む。

### 『バイオハザード6』
マルハワ学園でのバイオテロ事件から数か月後の2012年12月24日。東欧の紛争地域「イドニア共和国」で発生したバイオテロ、そこで確認された新型B.O.W.「ジュアヴォ」の調査・殲滅に当たっていた。このときにウェスカーの息子である傭兵のジェイク・ミューラー、ラクーンシティ壊滅事件の生き残りでクレアの知り合いである合衆国エージェントのシェリー・バーキンと出会う。任務中にエイダ（カーラが扮した偽者）の罠に嵌り、部下の隊員たちがC-ウィルスによりクリーチャー化する。クリス自身も重傷を負い、記憶を失ってしまう。
半年後の2013年6月29日、治療中の病院から姿を消し、東欧の酒場で酒におぼれる日々を送っていた彼の前にイドニアでの生き残りのピアーズ・ニヴァンスが現れ、失った記憶を取り戻すため、翌日に再び隊長としてバイオテロの発生した中国へ降り立つ。
戦いの最中に記憶を取り戻し、エイダ（カーラ）への激しい殺意と憎悪により周りが見えなくなり暴走する。ピアーズの呼び掛けも虚しくB.O.W.との戦闘で隊員が次々と命を落としていき、生き残ったのはクリスとピアーズのみとなる。しかし、再会したレオンの言葉をきっかけに徐々に正気を取り戻していき、エイダ（カーラ）を殺害ではなく確保するために追走、洋上に停留していた空母にて遂に追い詰めることに成功する。だが、あと一歩のところでカーラをシモンズの部下に殺害されるが、彼女の仕組んだバイオテロ自体が囮であることを突き止める。中国や世界各地へ向けて発射されるC-ウィルスを積んだミサイルの阻止を試みてピアーズと共に戦闘攻撃機単機で空母に攻撃を仕掛け、辛うじて全世界へのミサイル発射は防ぎきったものの、最後の1発だけ間に合わず、近隣の中国の都市「達芝」へ発射されてしまった。その後、達芝にいるレオンからの通信で、ネオアンブレラに囚われたジェイクとシェリーの救出を依頼され、その際にジェイクがウェスカーの息子だと伝えられる。
ピアーズと共にネオアンブレラの本拠地である海上プラントへ向かい、その途中で今回の一件が解決したら引退し、BSAAをピアーズに託そうとする意向を彼に語る。その後、海上プラント海底部にてジェイクとシェリーに再会、ジェイクに自分が父親の仇であることを話し、銃口を向けられても臆することなく彼を受け入れ、和解こそしなかったものの、協力して脱出へ向かい、プラント中枢部にて2人と別れる。その直後に封印されていたサナギが孵化して巨大B.O.W.ハオスとなる。死を覚悟したピアーズが自らの体に強化型C-ウィルスを投与して変異することで、ハオスの撃破に成功する。その後、クリスは半ばB.O.W.と化したピアーズに押し込まれる形で脱出ポッドに乗せられた後、BSAAのヘリに救助された。
脱出後はピアーズの遺志に応えるために引退を撤回、新たな部下と共にBSAA隊長の継続を決意する。
半年間のブランクを感じさせないほど、高い戦闘力を示し、記憶喪失の状態でピアーズら隊員を率いて人質救出作戦を成功させ、空母にてエイダ（カーラ）を追い詰めた際には、アサルトライフルを用いて彼女の腕からC-ウィルスの注射銃を正確に撃ち落してみせた。また、終盤では『5』でのアルバートとの戦いについて触れており、ピアーズに「3年前に決着を付けた」と話しているシーンがある。

### 『バイオハザード: ヴェンデッタ』
CG映画シリーズ初登場。今作の実質的な主人公であり、同じくゲームシリーズの主人公の一人を務めるレオン・S・ケネディとは『6』以来の共演となる。
『6』での事件から1年後の2014年。BSAAの北米支部隊長として登場。クリスの部下である隊員キャシー・ホワイトが息子ザック共々消息を絶ったため、捜索を行う。キャシーは自身が追っていた武器商人グレン・アリアスによって拉致されていたことを突き止める。彼女らの救出のためにメキシコ陸軍特殊部隊『GAFE』と共にアリアスのアジトであるメキシコ・ケレタロ州の山奥の洋館に突入するが、突入部隊の面々は待ち構えていたアリアスの周到な罠によって次々と命を落とし、クリスはキャシーがアリアスの手によって既に息子共々ゾンビ化していたことを知り、怒りに燃える。
アリアスとの一対一の決闘に敗北し、彼の『新商品』である「敵と味方の区別が可能なゾンビ」の群れに襲われるが、増援部隊に救出される。
4ヶ月後、クリスはBSAAの少数精鋭チーム『シルバーダガー』を率いて、アメリカのとある大学で起きた職員ゾンビ化事件を鎮圧する中で、ラクーン市警時代の同僚であったレベッカ・チェンバースと再会する。
アメリカ国内で頻発していた「ゾンビ化病」を研究していたレベッカは、それが新種のウィルスによるものであることを突き止め、さらに試作段階のワクチンを完成させていた。クリスは、4ヶ月前に自分が遭遇したゾンビとの共通点から今回のバイオテロに使用されたウィルスがアリアスの手によるものであることを確信。ウィルスの遺伝子構造に寄生生物プラーガとの共通点が確認されたことから、レベッカを伴ってプラーガ絡みの事件に関わった経験があるレオン・S・ケネディに協力を要請する。
クリスはコロラド州ロッキー山脈のロッジでレオンに接触するも、過去の出来事で心を閉ざしていた本人との間で口論に発展し、レベッカにレオン共々一喝されたことでお互いに冷静になりレオンと和解する。席を外したレベッカと入れ違いにレオンと旧知の仲である情報屋のパトリシオが駆け込み、追ってきたアリアスの私兵部隊の襲撃によって死亡し、戻ってきたレベッカも拉致されてしまう。パトリシオの遺した情報から、アリアスはニューヨークで大規模なバイオテロを引き起こそうとしていることが判明し、クリスはレオンとシルバーダガーの面々と共に鎮圧に赴く。
ニューヨークでは、ウィルスを積んだ擬装タンクローリーの内一台の破壊に成功するが、この際にダミアンを失ってしまう。残りのタンクローリーの破壊をレオンとシルバーダガーに任せ、自身はレベッカの救出のためにアリアスのアジトへと向かう。
アジトでは待ち構えていたゾンビの大群を相手に孤軍奮闘。後に駆けつけてきたレオンに後を任せ、アジトの高層ビル屋上でアリアスとの一騎討ちに辛くも勝利した。その後怪物化したアリアスに圧倒されるが、レオン、シルバーダガーとの共闘で勝利をおさめ、レベッカを無事救い出すことに成功する。
その後ニューヨークにワクチンを散布し、シルバーダガーのオスプレイ内でレオンらと語らいつつ物語が終了する。

### 『バイオハザード7 レジデントイービル』
『デスアイランド』での事件から2年後の2017年を描いた『バイオハザード7 レジデントイービル』では、対バイオテロ専門PMCとして再建された新アンブレラ社へと軍事教官兼現場指揮官として招聘され、出向している。ベイカー農場にてB.O.W.エヴリンが引き起こしたE型特異菌による怪異に際し、新アンブレラ社のヘリコプターで駆けつける。妻ミアを助けるために農場を訪れた男性イーサン・ウィンターズがエヴリンとの戦いを繰り広げる中、血清弾入りのサムライエッジ「アルバート-01」を投げ落としてイーサンを支援。エヴリンが倒されると同時に降下し、イーサンを救出した。
DLC『Not A Hero』では、主人公として登場。イーサンたちを救出した後、ベイカー農場から逃亡した今回の事件の重要参考人であるルーカス・ベイカーの身柄確保と彼とつながっている謎の組織「コネクション」の情報を掴むため、ルーカスの潜伏先である廃坑へと乗り込むが、そこで本部から先行していた隊員3人の連絡が途絶えたことを知らされる。
隊員の一人はルーカスに捕らえられた挙句クリスを誘うための罠として利用されており、発見したクリスの目の前でルーカスに殺害され、クリス自身も彼によって手製の爆弾を取り付けられてしまう。ほかの隊員もルーカスの罠の犠牲となっており、クリス自身も罠にかかりそうになったが、最終的には自身につけられた爆弾の解除に成功した。ルーカスから死んだと思われていることを知らされたクリスは、この隙に廃坑最深部にあるコネクションのラボに乗り込んだ末、ルーカスを追い詰める。直後、ルーカスは体内のE型特異菌が臨界点に達したことでB.O.W.へと変異するが、一騎打ちの末にこれを撃破する。その後、彼が何者かに送信しようとしていたエヴリンやE型特異菌に関するデータを端末ごと破壊する。
その後、DLC『End of Zoe』のエンディングにおいて、ルーカスの妹のゾイと伯父のジョーを救出した後、ベイカー邸の完全封鎖を完了させる。

### 『バイオハザードヴィレッジ』
ベイカー邸事件から3年半後の2021年を舞台とした『バイオハザードヴィレッジ』においては、特異菌の根絶のために元凶であるマザー・ミランダを追っていた。そのミランダがミアに擬態していることを知り、自身が直轄する精鋭部隊「ハウンドウルフ隊」を率いてイーサンらを襲撃する。そこでミランダを撃つも、ミランダが死体に擬態したため完全に殺し損ねてしまい、さらに護送中に再び動き出したミランダにより、イーサンとミアの娘ローズマリー・ウィンターズを攫われてしまう。その後はミランダを仕留めるためと菌根を探すために彼女が統治する村に行き、そこでローズ救出のため先行していたイーサンと再会する。前述の襲撃の件でイーサンから怒りを向けられるが、真実を話す前に変異したサルヴァトーレ・モローの襲撃により分断される。
その後、ハイゼンベルクの工場のジャンクヤードでイーサンと再会し、彼にミア射殺の真実と民間人を巻き込みたくないという思いから作戦を伝えなかったことを語る。イーサンと和解した後は整備していた自走砲を託して別れた後、ハイゼンベルクの工場に爆弾を仕掛ける。ハイゼンベルクを倒した直後のイーサンがミランダに殺されたことを知るとミランダへの報復を自身に誓い、招集した部隊とともに菌根に爆弾を仕掛ける。また、ミランダの研究室で囚われていた本物のミアを発見して保護した。
その後、蘇ったイーサンがミランダを倒した後は彼のもとに駆けつけるが、自らの死期を悟ったイーサンからローズのこととミアへの遺言を託される。その後、菌根によって分断されたため、クリスはイーサン救出を断念したのち、先に救出したミアとローズを連れ、部隊と共に村からヘリで脱出する。ヘリの中でミアにイーサンのことを報告していたところ、部隊のメンバーからBSAAがB.O.W.を運用していたことや兵士として派兵していたことを知らされる。それにより、ベイカー邸で起きた事件や、庇護下にあったはずのイーサンらの所在がコネクションを通じてミランダに漏れていたことなど、BSAAの暗部がクリスの知るところとなった。クリスは部隊にそのままBSAA欧州本部に向かうように指示し、改めてBSAAとケリを付けることを決意した。

## 映画

### 『バイオハザードIV アフターライフ』
ゲームとは違いアメリカ軍特殊部隊の兵士（本人談）だったが、ロサンゼルス刑務所に派遣された際にアンデッドに襲撃され、自分だけ取り残される。その後刑務所にやって来た生存者たちに犯罪者と勘違いされ、長い間監禁されていた。刑務所を脱出するアリスたちに刑務所からの脱出方法を教えることを条件に解放され、アリスや再会した妹クレアたちと行動を共にすることとなる。終盤ではウェスカーと対峙し、一時はカプセルに閉じ込められるもアリスに救出され、最後にはクレアと共にウェスカーに止めの銃撃を浴びせた。

## 作中での主な使用武器
- サムライエッジ（『1』『UC』『7』） - 『1』ではオーダーモデルをオープニングで使用していたが、途中で紛失し本編ではジルのものを使用。『7』ではウェスカーのモデルにインスパイアされ、新生アンブレラによって開発された『アルバート.W.01』というモデルを使用している。『7』本編では「アルバート.01」という名称で登場。『5』では装備されていないのは元より、現在のところ新モデルも作成されていない。
- グロック17（『CV』『DC』）
- ベレッタ92（『5』『RV』） - レーザーサイトを装備。サムライエッジのベースになった銃でもある。
- ベレッタM93R（『IV』『5』『VD』） - ノーマルバレル、フォアグリップレスモデル。『5』でも隠し武器の一つとして登場している。『VD』ではサイドアームとして装備し、近接格闘の際に使用。
- USM-AI（『ヴィレッジ』） - 9mmルガー弾を使用するクリスがカスタムしたハンドガン。ストック・ダットサイト・サプレッサーが装着されている。
- コルト・パイソン（『1』『CV』『RV2』） - .357マグナムリボルバー、『RV2』でもRAIDモードでゲスト出演の際にもMG-PYTHONとして装備が可能。
- S&W M29（『5』『RV2』） - .44マグナムリボルバー、『5』本編と「THE MERCENARIES」のS.T.A.R.S.コスチュームで使用。過去にM629Cで登場した他『RV2』でもRAIDモードでゲスト出演の際にもMG-MODEL329として装備が可能。
- レミントンM870（『1』） - ショットガンの名称で登場、12ゲージ弾薬を使用する。
- レミントンM1100（『2』） - 銃の扱いに長けているため、レオンと異なり素早い連射が可能。
- ベネリM3（『5』『RV』） - M3やアサルトショットガンの名称でも登場している高威力の散弾銃、本来はセミオートの機能もあるがポンプアクションのみの動作しかない。
- RDI ストライカー12（『5』『UC』） - 『5』ではJ.ブレイカー『UC』ではショットガンSAの名称で登場。いずれもセミオートで連射が早く、拡散範囲が広い。
- ハイドラ（『5』『RV2』） - ゲームオリジナル水平3連ソードオフ散弾銃隠し武器でもあり「THE MERCENARIES REUNION」でも装備している。ウェスカー同様片手で発砲するほか、『RV2』でもRAIDモードでゲスト出演の際にも同じ名称で登場し装備が可能。
- M4A1（『VD』） - 『VD』作品中を通してメインアームとして使用。冒頭では事件の黒幕であるアリアスを相手にM4A1を用いた近接格闘を仕掛けるも、即座に無効化されている。作品終盤では銃剣としてナイフM9、グレネードランチャーM203をオプションとして装備し、決戦に臨む。
- ドラグーン（『ヴィレッジ』） - 『ヴィレッジ』クリス編でのメインアーム。ダットサイト・サプレッサー・PEQ-15のようなものを装着して使用。
- アルバート.W.02 "トールハンマー"（『7』） - 新生アンブレラにより、アルバート・ウェスカーの遺した研究データをもとに開発された「アルバート.W.モデル」の1つである対B.O.W.用ショットガン。『7』のDLCである『Not A Hero』に登場予定であるほか、上記の「アルバート.W.01 」と共に東京マルイよりエアガンとして販売されている。
- 火炎放射器（『1』『5』） - 『1』（リメイク版含む）はクリス編、『5』ウロボロス研究施設でのボス戦用兵器として使用する。
- ロケットランチャー（『1』『5』）

## 『MVC3』、『MVCI』での技一覧

### 特殊技
プローンポジション
匍匐前進の構え。追加入力でハンドガンを撃つ。
ハンドガン
ハンドガンで射撃する。
スタンロッド
電流を纏ったロッドで殴る。
火炎放射器
前方に炎を噴射する。

### 必殺技
ガンファイア
弱はショットガン、中はサブマシンガン、強はマグナムリボルバーで射撃する。
グレネードトス
弱は地雷を設置する技で、中は手榴弾、強は焼夷弾を投げつける。
コンビネーションパンチ
ワンツーパンチで攻撃する。ボタンの追加入力で以下の技に派生可能。
マグナムコンボ
「コンビネーションパンチ」の中性能版から派生。マグナムで吹き飛ばす。
ボディブロー
「コンビネーションパンチ」の弱性能版から派生。
ヘビィブロー
「ボディブロー」から派生。
フィニッシュコンボ
「ヘビィブロー」から派生。3連続パンチを繰り出す。

### ハイパーコンボ
グレネードランチャー
グレネードランチャーから「冷凍弾」「炸裂弾」「焼夷弾」「電撃弾」の順に発射する。
2発目の「炸裂弾」は真上に向かって撃ち、「電撃弾」を撃った後に時間差で相手の真下に落ちてくる。
スウィープコンボ
サバイバルナイフ、スタンロッド、ショットガン、サブマシンガン、マグナムリボルバー、ロケットランチャーの順に攻撃していく連続技。
サテライトレーザー
Lv3専用ハイパーコンボ。衛星レーザーの照準機を構えて照準を操作し、ボタンの追加入力でレーザーを落とす（最大3回）。

## その他の登場作品
- SNK VS. CAPCOM 激突カードファイターズ シリーズ（カードゲーム 「トレーディングカードゲーム」版も含む）
  - 1作目と2作目に登場。2作品ではアクションカード「えんごしゃげき」でレベッカと一緒に、2作目ではキャラクターカードとして登場している。
- MARVEL VS. CAPCOM 3 Fate of Two Worlds
- マーベル VS. カプコン:インフィニット
  - プレイヤーキャラクターとして参戦。
  - デザインおよび設定上は『5』のものだが、ダウンロードコンテンツとしてS.T.A.R.S.時代の衣装も存在する。
- PROJECT X ZONE
- PROJECT X ZONE 2:BRAVE NEW WORLD
  - 『RV』より＆ジルのユニットで参戦。時系列はエピローグ直前（1作目）および『5』との間（2作目）。
- TEPPEN
  - カプコンの各キャラクターが異世界で戦うという設定で、プレイカード上のキャラクターとして登場[7]。
- Dead by Daylight
  - 2021年6月に追加されたDLC「Resident Evil Chapter」にて、生存者（サバイバー）の1人として登場。生存者レオン・S・ケネディに専用スキンを適用することで、クリスとして使用できる。スキン適用時はボイスもクリス専用のものに変更される[8]。

## クリス・レッドフィールドを演じた人物

### 声優
Scott McCulloch
- 『バイオハザード』オリジナル版

ジョー・ホワイト
- 『バイオハザード』リメイク版

マイケル・フィリポウィッチ
- 『バイオハザード CODE:Veronica』

ケビン・ドーマン
- 『バイオハザード アンブレラ・クロニクルズ』
- 『バイオハザード: ヴェンデッタ』
- 『バイオハザード デスアイランド』

ロジャー・クレイグ・スミス
- 『バイオハザード5』
- 『バイオハザード6』
- 『バイオハザード ダークサイド・クロニクルズ』
- 『バイオハザード リベレーションズ』
- 『MARVEL VS. CAPCOM 3 Fate of Two Worlds』
- 『マーベル VS. カプコン:インフィニット』

デビッド・ボーン
- 『バイオハザード7 レジデント イービル』

Jeff Schine
- 『バイオハザード ヴィレッジ』

井上和彦
- 『バイオハザード』DC・DS ver.

東地宏樹
- 『バイオハザード』HDリマスター版
- 『バイオハザード6』
- 『バイオハザード7 レジデント イービル』
- 『バイオハザード リベレーションズ』
- 『バイオハザード リベレーションズ2』
- 『バイオハザード: ヴェンデッタ』
- 『バイオハザード デスアイランド』
- 『バイオハザード ヴィレッジ』
- 『バイオハザードIV アフターライフ』劇場公開・ソフト版、テレビ朝日版
- 『MARVEL VS. CAPCOM 3 Fate of Two Worlds』
- 『PROJECT X ZONE』
- 『PROJECT X ZONE 2:BRAVE NEW WORLD』

木村昴
- 『バイオハザード: ウェルカム・トゥ・ラクーンシティ』

### 俳優
チャーリー（Charlie Kraslavsky）
- 『バイオハザード』オリジナル版 実写ムービー

ウェントワース・ミラー
- 『バイオハザードIV アフターライフ』

中村誠治郎
- 『BIOHAZARD THE STAGE』

ロビー・アメル
- 『バイオハザード: ウェルカム・トゥ・ラクーンシティ』